# 도화새우상과
도화새우상과(Pandaloidea)는 생이하목에 속하는 갑각류 상과의 하나이다. 도화새우과(약 200종)와 Thalassocarididae(4종)의 2개 과로 이루어져 있다.

## 분류
- 도화새우과 (Pandalidae) Haworth, 1825
- Thalassocarididae Bate, 1888